# 布洛克兄弟
布洛克兄弟，成立於2004年，是台灣的一家綜合娛樂公司。主要業務為國際級娛樂演出代理，以及大型演唱會策辦服務。2013年4月因故取消 Blur 演唱會，截至2015年4月29日止仍未完成退款。 （页面存档备份，存于） （页面存档备份，存于）